# Louise Platt
Louise Platt (n. 3 august 1915, Stamford⁠(d), Connecticut, SUA – d. 6 septembrie 2003, Greenport⁠(d), Suffolk, New York, SUA ) a fost o actriță americană de teatru, film și televiziune.

## Biografie
Platt s-a născut în Stamford, Connecticut și a crescut în Annapolis, Maryland.  Tatăl său a fost chirurg stomatolog în Marina Statelor Unite.

## Cariera
Primul rol profesionist a fost în teatrul de repertoriu⁠(d) din Suffern, New York⁠(d). A continuat să joace în piese de teatru pe scenele „din Maine până în Virginia și Minnesota”. Rolurile sale de Broadway includ The Traitor (1949), Anne of the Thousand Days (1948), Five Alarm Waltz (1941), In Clover (1937), Promise (1936), Spring Dance (1936) și A Room in Red and White (1936).
Platt este cunoscută pentru rolul din filmul western Diligența (1939), regizat de John Ford. După doi ani pe Broadway, a venit la Hollywood în 1938. S-a întors pe scena din New York în 1942, după ce a apărut în câteva lungmetraje. A lucrat cu Rex Harrison în Anne celor o mie de zile pe Broadway în 1948, iar în anii 1950 a interpretat o varietate de roluri în televiziune, având două apariții în Alfred Hitchcock prezintă... și un rol episodic în The Guiding Light⁠(d).

## Viața personală și moartea
Platt a fost căsătorită mai întâi cu regizorul de teatru Jed Harris⁠(d). La 25 august 1950, s-a căsătorit cu regizorul Stanley Gould în North Guilford, Connecticut. Au rămas împreună până la moartea sa. A avut câte o fiica din fiecare relație.
Pe 6 septembrie 2003, Platt a murit într-un spital din Greenport, New York, la vârsta de 88 de ani. Cauza morții sale nu a fost dezvăluită.

## Filmografie
| An   | Titlu               | Co-stars                        | Rol               | Note |
| ---- | ------------------- | ------------------------------- | ----------------- | ---- |
| 1938 | I Met My Love Again | Joan Bennett, Henry Fonda       | Brenda Wayne      |      |
| 1938 | Spawn of the North  | George Raft, Henry Fonda        | Dian 'Di' Turlon  |      |
| 1939 | Stagecoach          | Claire Trevor, John Wayne       | Mrs. Lucy Mallory |      |
| 1939 | Tell No Tales       | Melvyn Douglas                  | Ellen Frazier     |      |
| 1940 | Forgotten Girls     | Robert Armstrong                | Judy Wingate      |      |
| 1940 | Captain Caution     | Victor Mature                   | Corunna Dorman    |      |
| 1942 | Street of Chance    | Burgess Meredith, Claire Trevor | Virginia Thompson |      |